# Blue Bird Corporation

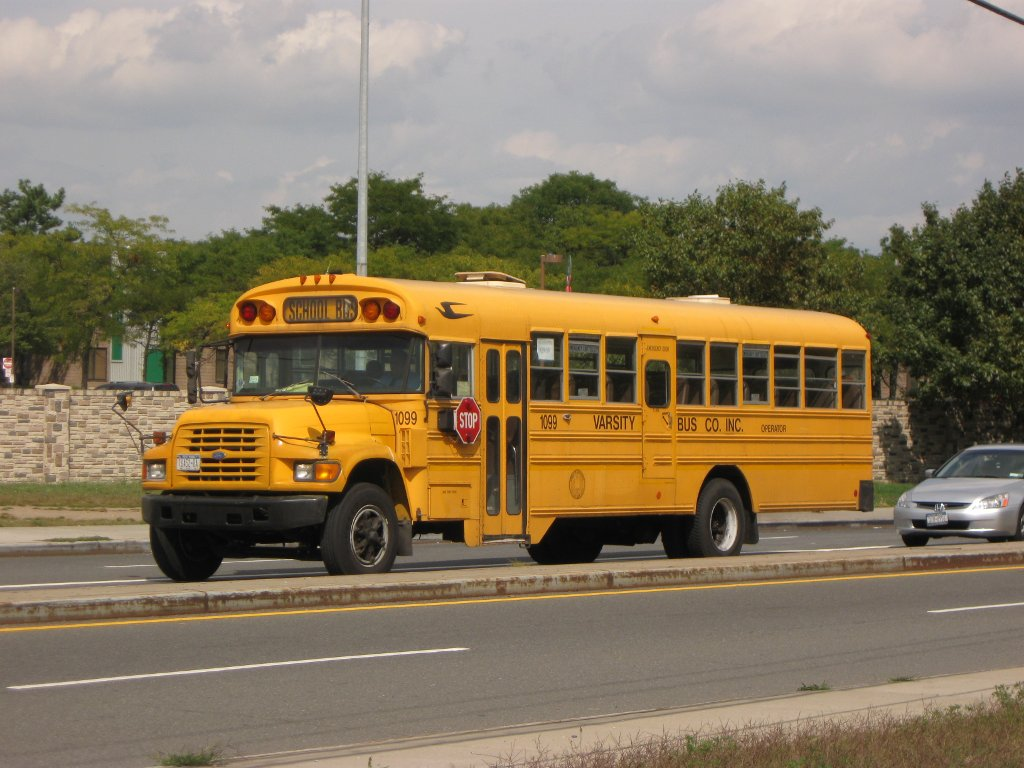
Schulbus der Blue Bird Company

Die Blue Bird Corporation (vormals bekannt als The Blue Bird Body Company) ist ein im OTC-Handel börsennotierter amerikanischer Bushersteller mit Sitz im Fort Valley, Georgia. Weltweit ist das Unternehmen als Hersteller von typischen amerikanischen Schulbussen bekannt. Neben diesen wurden auch andere Bustypen, wie z. B. Wohnmobile, Linienbusse, mobile Bibliotheken sowie Einsatzfahrzeuge für Polizei und Feuerwehr hergestellt. Einer der größten Wettbewerber auf dem amerikanischen Markt für Schulbusse ist Thomas Built Buses.

## Geschichte

### Anfänge bis 1949
Albert L. Luce fertigte 1925 eine Holzkarosserie für ein Ford Modell T an, um damit Arbeiter zu transportieren. Durch den Einsatz auf nicht asphaltierten Straßen zerfiel diese jedoch, bevor sie vollständig abbezahlt war. Albert L. Luce baute 1927 seinen ersten in Stahlblechbauweise hergestellten Schulbus und begann ab 1932 die Serienproduktion unter dem Namen Blue Bird Body Company. Ab 1939 wurden die Busse im markanten gelben Farbton lackiert.

### 1949 bis 1979
1949 wurde das Modell All American entwickelt, welches 1950 in Serienproduktion ging. 1952 wurde die Blue Bird Corporation der erste Schulbushersteller, der eigene Chassis herstellte, statt diese zuzukaufen. 1963 stieg das Unternehmen in die Herstellung von Wohnmobilen ein. Ab 1975 wurden neben den großen Schulbussen auch der auf Vans basierte Micro Bird ins Produktportfolio aufgenommen.

### 1980er Jahre
Die Blue Bird Corporation war in den 1980er Jahren der größte Hersteller von Schulbussen in den USA. Da sich die Schülerzahlen nach der Baby-Boomer-Generation zu stabilisieren begannen, meldeten allein zwischen 1979 und 1982 drei der sechs größten Schulbushersteller Insolvenz an: Carpenter, Superior und Ward. Die drei Luce-Brüder litten ab den 1980er-Jahren an Herzproblemen, was sie dazu veranlasste, ab 1984 familienfremde Mitglieder in den Vorstand aufzunehmen. Zum Ende des Jahrzehnts wurde jeder dritte Schulbus in den USA von der Blue Bird Corporation hergestellt.

### 1990er Jahre
Die Einführung des TC/2000-Busses verhalf Blue Bird zu einem Marktanteil von fast 50 %. Nach fast sechzig Jahren in Familienhand wurde das Unternehmen 1991 für 397 Millionen US-Dollar verkauft. Zur Verbesserung der Umweltbilanz wurden ab 1991 erste Schulbusse mit Erdgasantrieb verkauft. 1994 wurde zudem ein Prototyp des weltweit ersten elektrischen Schulbusses entwickelt, der jedoch keine Marktreife erzielte. Die neuen Eigentümer begannen 1992 mit der Erschließung des Reisebusmarktes durch das Modell Q-Bus mit 45 Sitzplätzen. 1991 wurde Blue Bird von der Henlys Group plc aufgekauft.

### 2000er Jahre bis heute
Nach einigen Besitzerwechseln in den 2000er Jahren kam Blue Bird im Februar 2015 mehrheitlich in Besitz der Cerberus Capital Management, der Rest der Aktien ist in Streubesitz. Bis 2015 verkaufte das Unternehmen 11.000 erdgasbetriebe Schulbusse und begann 2018 zusätzlich mit der Serienproduktion von elektrischen Schulbussen.

## Modelle

### Aktuelle Modelle

#### Blue Bird Vision

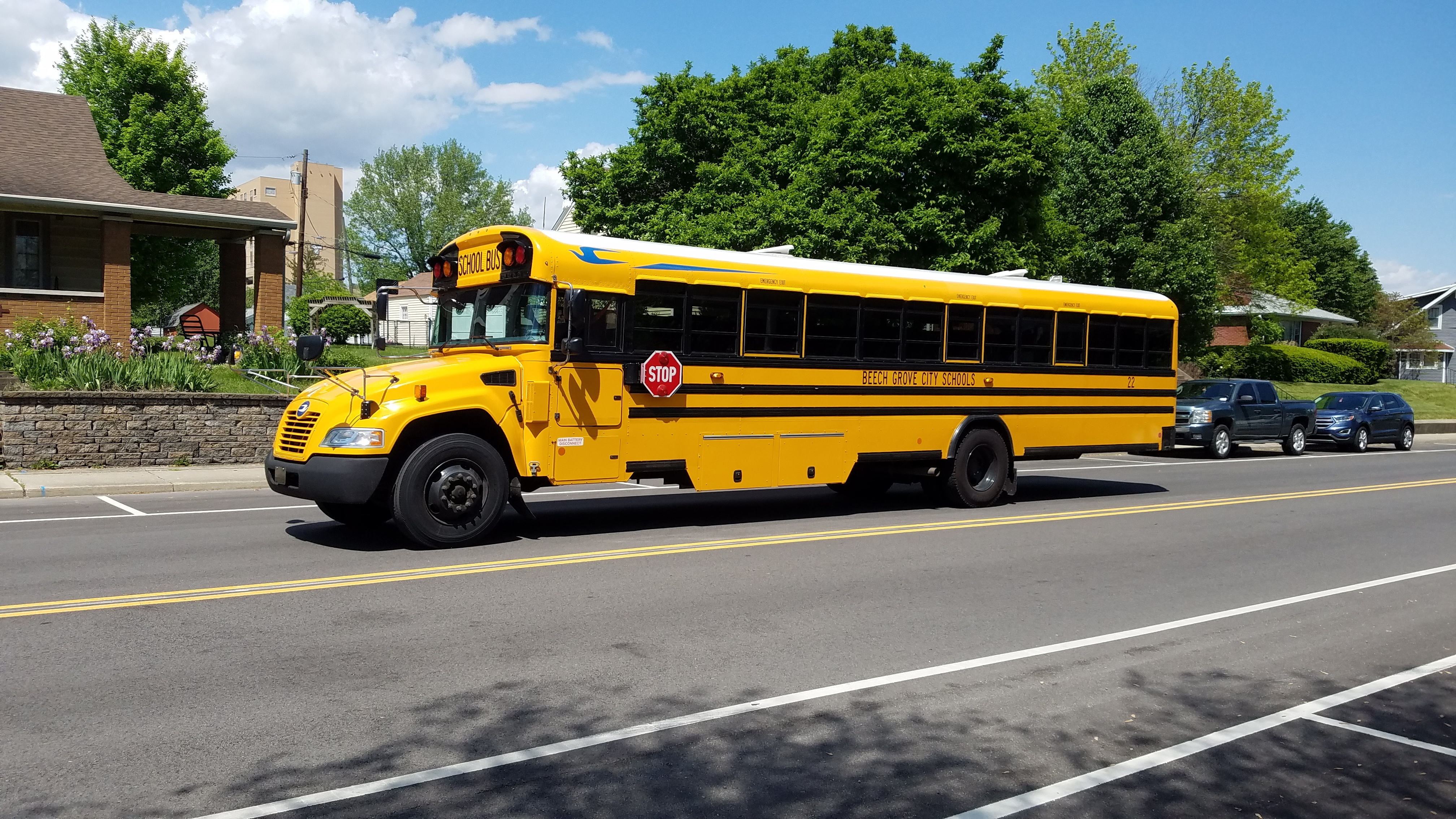
Blue Bird Vision

Der Blue Bird Vision bietet Platz für bis zu 83 Passagiere. Als Antrieb werden ein Benzinmotor, ein Erdgasantrieb, ein Dieselmotor und ein Elektroantrieb mit 190 km Reichweite angeboten.

#### Blue Bird All American

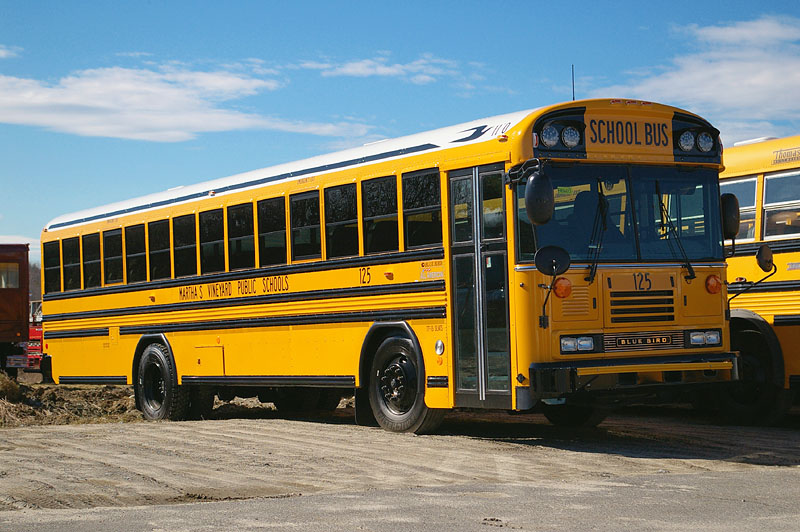
Blue Bird All American

Der Blue Bird All American wird in vier Motorisierungen angeboten: Zwei Dieselmotoren, ein Erdgasantrieb und ein Elektroantrieb, der 190 km Reichweite verspricht. Er bietet Platz für bis zu 90 Passagiere.

#### Blue Bird Micro Bird

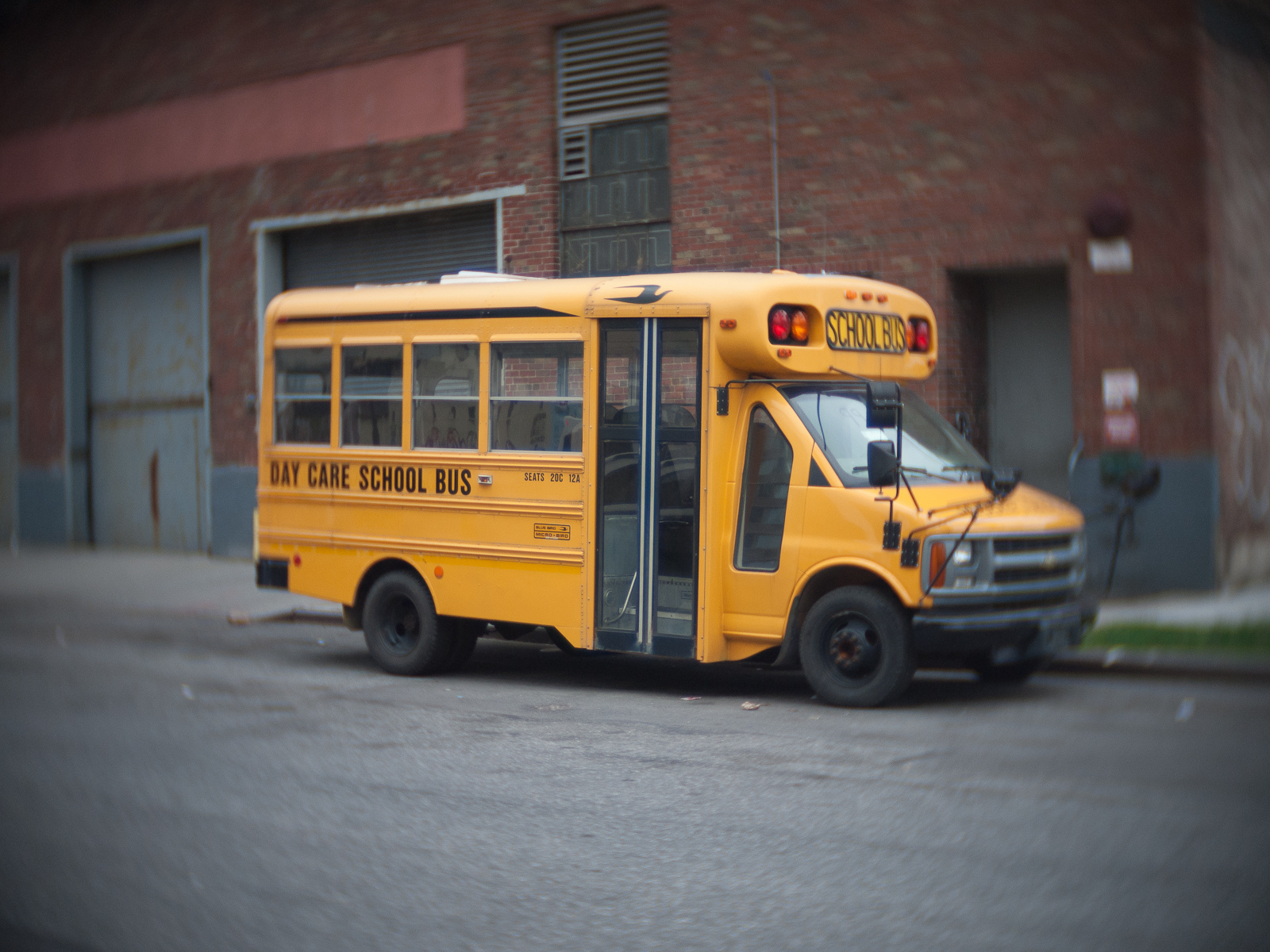
Blue Bird Micro Bird

Dieser kleine Schulbus wird mit Platz für 20 bis 30 Passagiere angeboten. Es sind zwei Benzinmotoren, ein Dieselmotor, ein Elektromotor mit 160 km Reichweite und ein Erdgasantrieb verfügbar.